# トライフ
株式会社トライフ（英: Trife Inc.）は日本の企業
。横浜市中区馬車道に拠点を置き、主たる活動分野は医療・介護・宇宙・災害・小児医療・動物医療分野、高齢者・障害者支援・災害支援・環境保護活動の活性化、学術研究（医学、歯学、薬学）。2006年8月に設立登記された。2013年より自社による製品製造販売事業に参入した。革新的技術を活用し社会的課題解決を目指す社会企業・ソーシャルベンチャーまた宇宙用パーソナルケア製品ベンチャーとして、高齢者介護費・人的負担の軽減、事業を通した各地での障害者雇用創出支援活動等に特徴がある。

## 概要
九州大学、鹿児島大学、国立長寿医療研究センターとの産学連携による世界初の、口腔内のトラブル原因菌を超低濃度で殺菌しながら飲み込んでも安全な乳酸菌抗菌ペプチド特許製剤「ネオナイシン」を活用した、食品とオーガニック成分のみで作られるケミカルフリーの歯磨き・口腔ケア製品「オーラルピース」を世界展開、また各地の障害者の仕事創出を本業を通して行なっている。2013年に日本国内への製品提供を開始、2016年からは海外への製品提供を開始した。主な海外提供先はアメリカ、カナダ、ヨーロッパ、中国、台湾、香港、マレーシア、メキシコ、タイはじめ約15か国である。事業を通した高齢者介護費用および人的負担の引き下げと、世界各地での障害者の仕事および収入向上支援、災害被災地支援活動、Co2排出量が低く生分解性の高いグリーンテクノロジー製品による環境保護活動を行っており、多くの国内外メディアやシュプリンガー・サイエンス・アンド・ビジネス・メディア社発刊の「アジア・パシフィック地域アントレプレナーシップケーススタディ」、NHKワールド放送の「Direct Talk」にも取り上げられている。過去に横浜ビジネスグランプリ2014、ソーシャルプロダクツアワード2015、ジャパンベンチャーアワード2015、日本財団ソーシャルイノベーター2016 、グッドデザイン賞2017、日本農芸学会科学技術賞2019等を受賞した経緯がある。2021年にはJAXA（宇宙航空研究開発機構）とNASA（アメリカ航空宇宙局）が参加する国際宇宙ステーション（ISS）の搭載品として「オーラルピース」が選定。2022年からは海外現地での支援活動を展開している。国外数100名以上のボランティアが活動を支え、CSVモデル、SDGsモデルとして社会性と経済性の両立を目指している先進性に特徴がある。

### 設立経緯
代表者の手島大輔が、内田洋行(Uchida Yoko Co., Ltd.)、デロイトトーマツコンサルティング(Deloitte Tohmatsu Consulting LLC)、イデアインターナショナル(IDEA INTERNATIONAL CO., LTD.)等を経て2006年8月に設立・登記。

## 沿革
- 2006年 - 設立・登記
- 2010年 - シャプラニールの支援開始[20]。

- 2013年 - 生活用品・消費財事業を開始

## 受賞歴
- 2014年02月 -横浜市 横浜ビジネスグランプリ2014最優秀賞 受賞[21]
- 2015年02月 -経済産業省 ジャパン ベンチャー アワード2015 最優秀賞 受賞[22]
- 2015年03月-一般社団法人 ソーシャルプロダクツ普及推進協会 Social Products Award 2015 生活者審査員賞 受賞
- 2015年03月-川崎市 第93回かわさき起業家オーディション 優秀賞受賞

- 2016年10月-公益財団法人日本財団  ソーシャルイノベーションフォーラム2016 ソーシャルイノベーター[24]
- 2017年11月-公益財団法人日本デザイン振興会 2017 グッドデザイン賞 受賞[25]
- 2019年03月-2019年公益社団法人日本農芸化学会 農芸化学技術賞 受賞[26]